# Суйдзэн

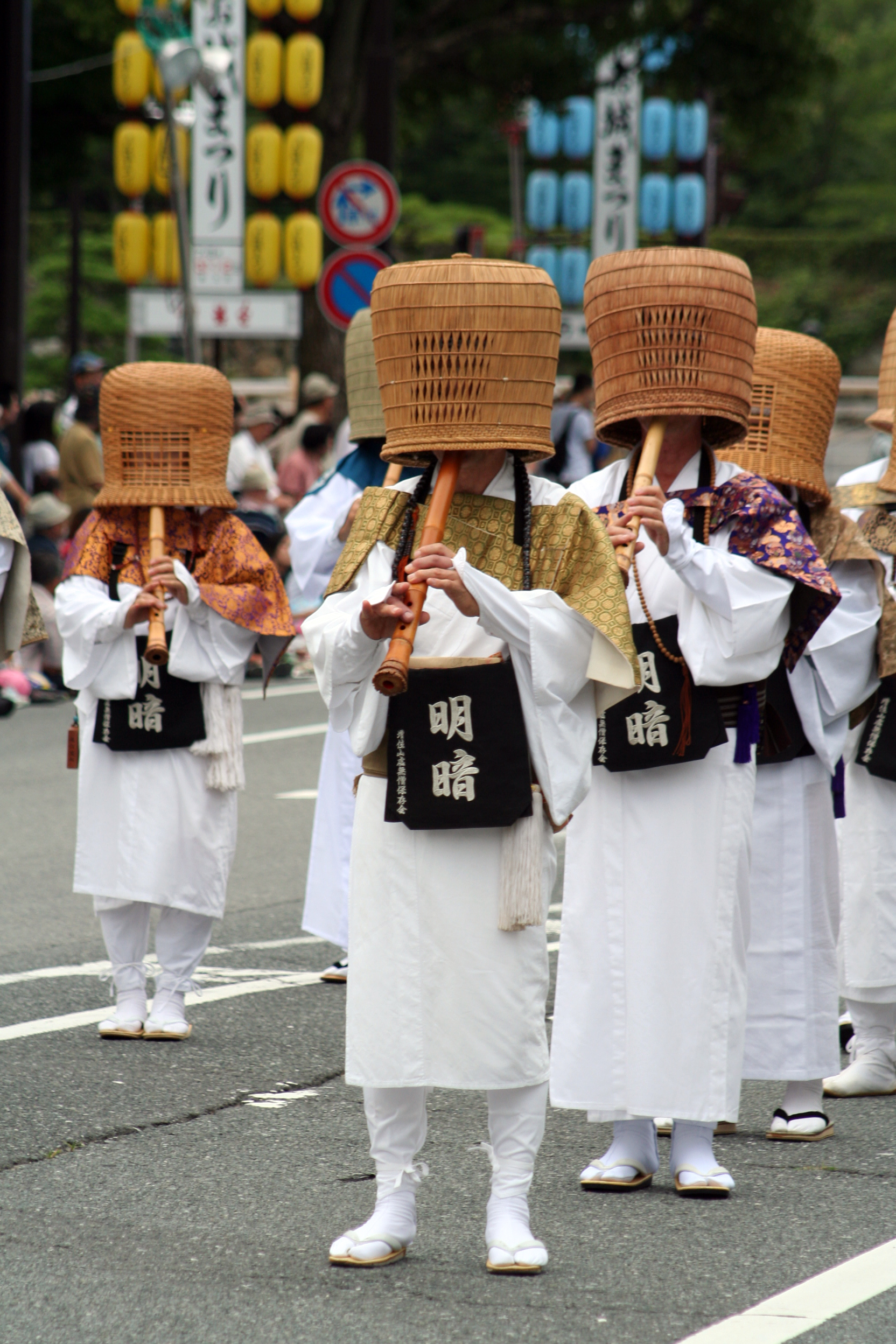
Игра на флейте с традиционным для монахов Фукэ головным убором на фестивале в Химедзи (июль-август 2009 года)

Суйдзэн (яп. 吹禅, букв. «духовой дзэн») — вид медитативной практики японских дзэн-буддийских монахов-комусо, последователей школы Фукэ. Считалось, что посредством игры на флейте сякухати монах может достичь самореализации, причём, чем выше мастерство играющего, тем большей степени самореализации он достигает. Игра на флейте постепенно вошла в официальную дзэнскую практику в конце периода Эдо (1603—1868). До официального признания игру на флейте использовали монахи, просившие милостыню. Практика суйдзэн характеризуется переживанием эстетических ощущений.

## История
Флейту, привезённую из Китая в конце VII века, наделили сакральными свойствами сразу же после её появления в Японии. Наставник Эннин (794—864) использовал сякухати для исполнения сутр и молитв, что, по его словам, лучше выражало их суть.
В XV веке игру на флейте практиковал мастер Иккю Содзюн (1394—1481). Он придавал важное значение звуку, с помощью которого, как он указывал, сознание человека пробуждалось: «Играя на сякухати, видишь невидимые сферы, во всей Вселенной — только одна песня». Поэтому свои проповеди Иккю сопровождал игрой на флейте, но нередко слушатели не понимали такую форму учения.
Монахи-флейтисты, согласно сохранившимся источникам, впервые стали путешествовать по Японии и просить милостыню игрой на сякухати в первой половине XVI века.
В XVII веке бездомные монахи-флейтисты и самураи Риндзай объединились в школу Фукэ, в которой каждый последователь стал называться «комусо». Согласно хроникам школы, первый патриарх школы в Японии, Какусин (1207—1298), появился у школы задолго до её объединения. Его преемник, Китику, путешествуя по стране, исполнял мелодию «Колокольчик Пустоты» возле каждого дома, мимо которого он проходил. Однажды во сне он услышал две новые мелодии: Мукайдзи («Флейта в туманном море») и Коку («Флейта в пустом небе»). Эти мелодии он затем исполнял тем, кому нравился «Колокольчик Пустоты».
В период династии Токугава вся повседневная жизнь адептов Фукэ была тесно связана с практикой суйдзэн. Мелодия Какурэи-сэй исполнялась утром для пробуждения монахов. После этого монахи исполняли Тёка («Утреннюю песнь») возле алтаря, а потом чередовали дзадзэн, боевые искусства, суйдзэн и собирание милостыни. При последнем занятии исполнялись мелодии Кадодзукэ («Перекресток»), Тори («Проход»), Хатигаэси («Возвращение чаши»). Перед отходом ко сну исполнялась Банка («Вечерняя песнь»). Если монах хотел остановиться в другом храме своей школы, он исполнял мелодию Хиракимон («Открывание врат»).

## Практика
Для начинающего комусо флейта сякухати являлась воплощением срединного пути. Она не издавала слишком тихие или слишком громкие звуки и в то же время отображала множество нюансов разных тонов. Долгие звуки флейты требовали сосредоточения дыхания и чистого сознания. Тончайшее модулирование мелодии, согласно учению школы, показывало то, насколько адепт смог постичь состояние недвойственности и соединить себя со Вселенной.
Дыхание музыканта считалось с мелодией единым целым. Невнимательная игра «икинуки» («пропуск дыхания») сигнализировала о несовершенстве практики, но свободный характер игры и импровизация не считались ошибками.
Для практики существовали три формальные позы:
1. дзадзо — сидячая поза, при которой человек подгибает под себя ноги;
2. риссо — стоячая поза;
3. исудзо — сидячая поза на стуле[3].